# 護理徽章

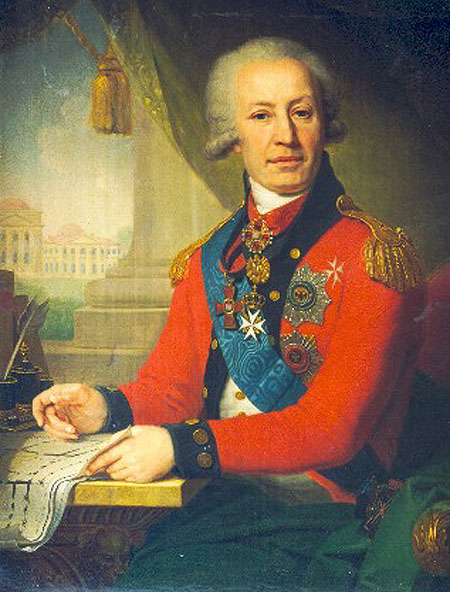
19世紀醫院騎士團團長Baron Vassiliev，配戴著馬爾他十字徽章

護理徽章、護理胸針（英語：Nursing pin）是一種徽章，通常以貴金屬（例如金銀）製成。護校生從護理學校畢業時，校方會授予畢業生護理徽章配戴，讓畢業生進入職場後用以識別其母校。授予徽章的儀式稱為授徽儀式，由師長幫護理學校畢業生別上護理徽章，有像徵祝福、期許及薪火相傳之意義。大多數徽章在設計上會展現該護理學院的歷史。
最早的護理徽章是馬爾他十字徽章，由醫院騎士團及聖拉撒路騎士團授予那些對醫療有卓越貢獻的成員，例如嘗試治療麻風病、梅毒及各種慢性皮膚病，對抗傳染病的先驅，或是在其領地上建立了醫院的成員。文藝復興時期過後，馬爾他十字開始被使用在家族紋章中，而馬爾他十字徽章則開始授予給對抗著各種傳染病的護理人員們，之後更擴大為當護理人員完成護理訓練後，直接授予馬爾他十字徽章，以做為識別用。

## 近代護理徽章

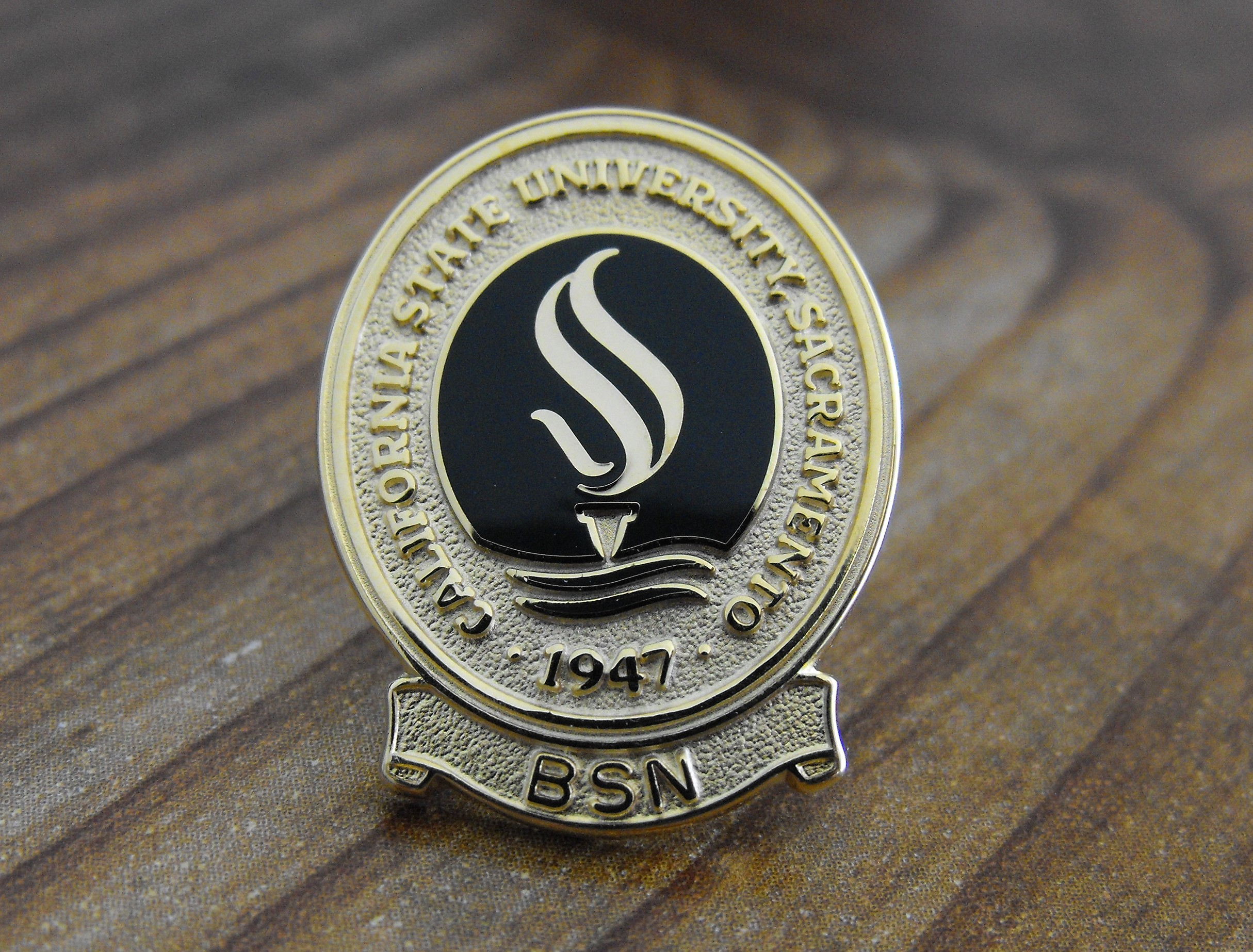
加州州立大學薩克拉門托分校的護理徽章

近代護理學校仍會授予畢業生護理徽章，但大多數已經不再將馬爾他十字放入徽章中了，取而代之的是使用該校自己的校徽、系徽等等設計。當護理人員進入職場後，這些護理徽章就用以識別其母校。

## 常見圖案

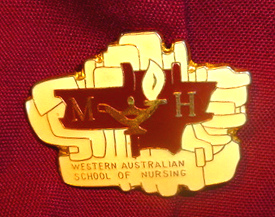
西澳洲護理學院徽章，可看到其中的油燈符號

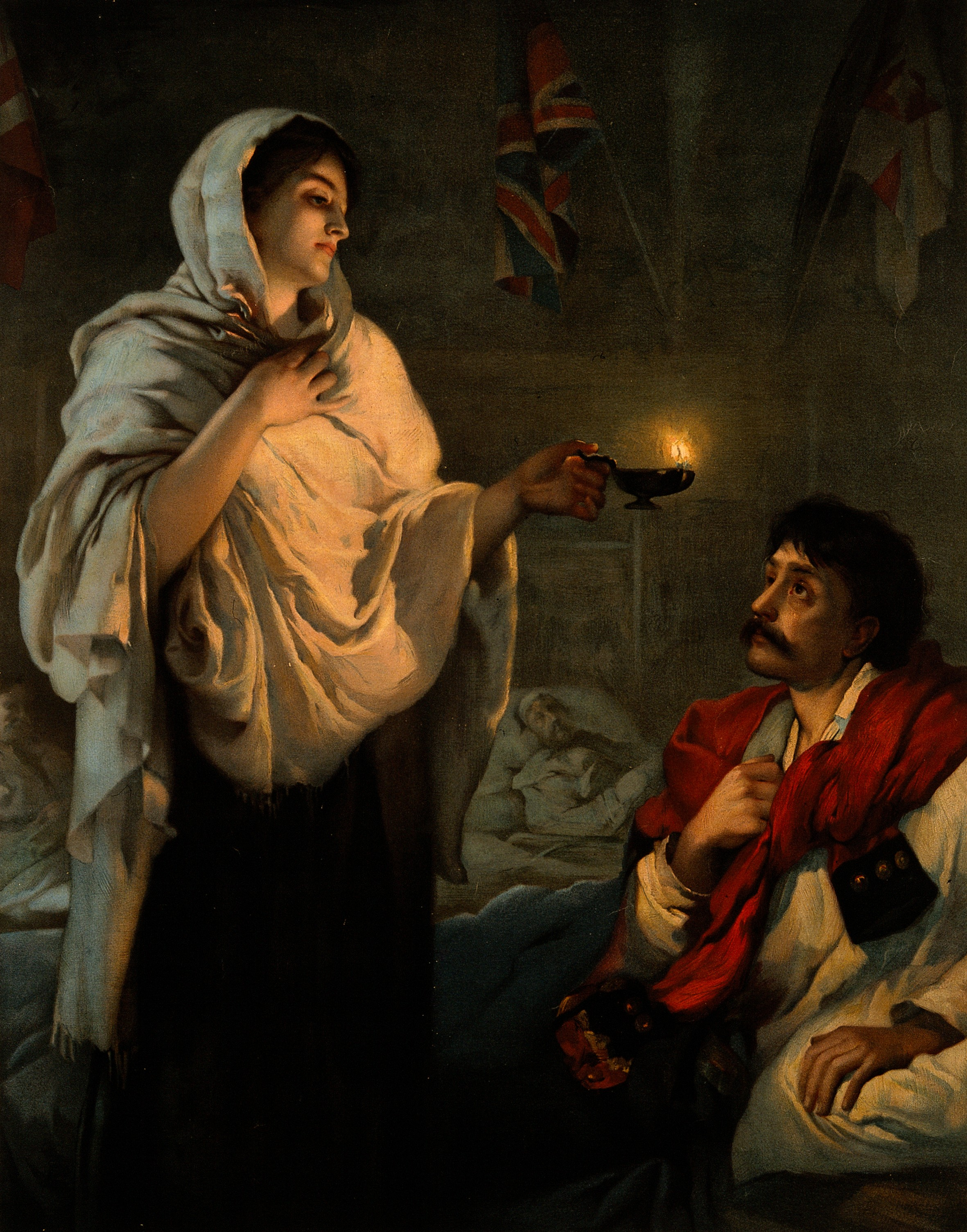
南丁格爾提燈巡房，Henrietta Rae所繪

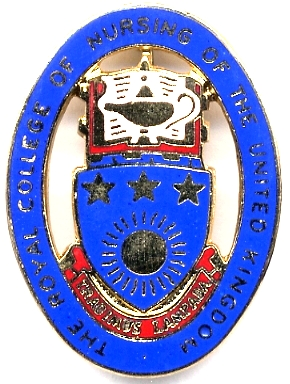
皇家護理協會徽章

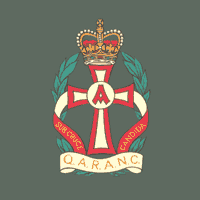
女皇亞歷山德拉皇家陸軍護理部隊徽章

護理徽章有各種形狀及大小，但通常是設計成一般女性胸針的型式（直徑小於10厘米）。最常見的圖案是油燈，在煤油燈於20世紀初期被發明之前，油燈與蠟燭是人們唯一的照明工具。1853年克里米亞戰爭期間，護理先驅佛蘿倫絲·南丁格爾提著油燈巡房的形象深植人心，美國詩人亨利·沃茲沃思·朗費羅在1857年為南丁格爾寫了一首名為“聖菲洛梅娜”的詩，其中將南丁格爾描述為“提燈女士”（The lady with the lamp）。也因此油燈成為了最常見代表護理的圖案，被大量使用在各種護理徽章上。